# 켈트 만신전
켈트 만신전의 여럿 신은 문헌상의 켈트 신화를 비롯해 고대의 숭배 장소, 조각, 조판, 숭배 대상 또는 인물의 이름이나 지명의 어원으로 그 흔적이 남아 있다.
갈리아의 켈트 신 중 6명의 신들은 율리우스 카이사르가 《갈리아 전기》(Commentarii de Bello Gallico, 기원전 52년 ~ 51년)에서 그들의 로마식 이름과 역할을 밝혀 두었다. 카이사르는 메르쿠리우스가 모든 예술의 창조자이자 여행자와 상인의 수호신이며 상거래에서 이윤을 가장 잘 내게 해 주는 신으로 널리 숭배되고 있다고 했다. 또한 갈리아족들은 아폴론을 질병을 물리치는 신으로 숭배하며, 전쟁을 조종하는 마르스, 하늘을 통치하는 주피터, 수공업을 장려하는 미네르바를 숭배한다고 썼다. 그리고 카이사르는 갈리아족들이 디스 파테르를 조상신으로 모신다고 덧붙였다.
카이사르가 전형적인 로마 방식에 따라 이 켈트 신들의 원래 이름은 표기하지 않고 각기 신들에 대응되는 역할의 로마 신들의 이름을 사용했으며 신과 신의 역할에 대해 단촐하게 개략적 균등화를 하는 경향이 있었기 때문에 카이사르가 기록한 신들이 어느 켈트 신들과 대응되는지 확실히 밝히는 것과 전문적·학술적 고증에는 어려움이 따른다. 하지만 이런 한계점에도 불구하고 하지만 가치 있는 자료로 남아 있다.

## 일반적인 특성
켈트 신들의 증거 로마 시대 당시에 남은 이미지나 비문 등의 형태로 널리 퍼져 있다. 일부 신들은 켈트 세계 전역에 걸쳐 광범위하게 숭배되었지만, 또 다른 신들은 특정 지방에서만 숭배되기도 했다. 국지적으로 숭배된 신들은 자신들이 맡은 역할에서 초지역적인 신들보다 큰 인기가 있었다. 예컨대 중동부 갈리아 부르고뉴 지방에서는 그 지방의 치료의 여신 세콰나가 브리튼, 갈리아, 라인란트 지방 전역에서 숭배된 치료의 신 마트레스보다 신자들에게 영향력이 컸다.

## 주요 신의 형태

### 사슴뿔이 난 신

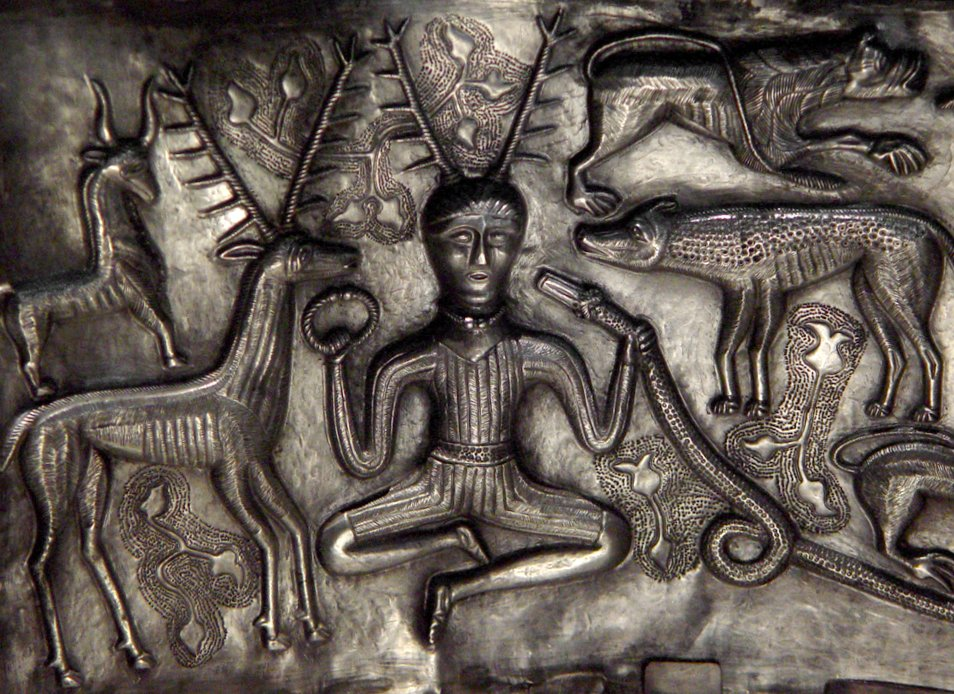
덴마크 유틀란드에서 발견된 군데스트룹 가마솥에 새겨진 사슴뿔 난 신이 토크 목걸이와 양머리 뱀을 잡고 있는 형상을 확대한 것.

갈리아의 조상 작품에서는 양반다리를 하고 사슴뿔이 난 신의 형상이 반복적으로 나타난다. 이 신이 동물들에게 둘러싸여 있는 형상도 있고, 토크를 차거나 손에 들고 있는 형상도 있다. 이 신은 지하 저승세계를 관장하는 신 케르눈노스로(에르눈노스(ERNUNNOS)라고 읽기도 하지만, 18세기에 케르눈노스(CERNUNNOS)라고 읽혀졌다는 기술이 존재한다), 노트르담 대성당의 부조, 몽타냑의 비문(αλλετ[ει]υος καρνονου αλ[ι]σο[ντ]εας; 알리손티아의 카르노노스에게 바친다), 그리고 세인셀린렌트에서 발견된 동일한 내용의 한 쌍의 비문의 내용(Deo Ceruninco; 케루닌코 신이시여) 등에서 나타난다. 이 계열의 신을 묘사한 것들은 광범위하게 분포되어 있다. 이런 형상 중에 가장 오래된 것은 북부 이탈리아의 발 카모니카에서 발견되었으며, 덴마크에서 발견된 1세기경의 그릇 군데스트룹 가마솥에 돋을새김되어 있는 것이 가장 유명하다. 군데스트룹 가마솥에는 케르눈노스(또는 다른 사슴뿔 신)가 양의 머리가 달린 뱀과 함께 있다. 한편, 프랑스 랭스에서는 뿔 속이 곡물 또는 동전으로 가득 차 넘쳐흐르는 형상이 발견되었다.

### 치유의 신
치유의 신들은 켈트 세계의 여러 부분에서 알려져 있다. 이 계열 신들은 온천, 치유의 우물, 약초, 빛과 많은 관계가 있다.
치유, 시가, 봄의 여신 브리잇취는 아일랜드 계통의 신으로, 켈트의 치유의 신들 중 가장 잘 알려져 있다. 브리잇취는 많은 온천들의 전설에 관계되어 있으며, 브리잇취보다 덜 알려져 있는 치유의 여신 아르미드 역시 치유의 우물이나 약초와 관계하고 있다.

### 물의 여신
아일랜드에는 브리잇취 여신에게 바쳐진 신성한 우물이 다수 존재한다. 한편, 유럽 대륙에 걸쳐 거주한 켈트족 사이에서 ‘켈트의 미네르바’에게 바쳐진 것들도 있는데, 영국 서머셋의 온천 도시 바스에서 숭배된 ‘미네르바’는 여신 술리스와 동일한 것으로 확인되었는데, 노섬벌랜드 카라우버러의 트레베리족과 콘벤티나족 사이에서 숭배된 이코벨라우나 등의 다른 여신들도 신성한 샘과 관련이 있는 경우가 많다. 다모나와 보르마나도 샘의 신 보르보와 함께 이런 역할을 담당했다.
강의 신으로 받들어지는 여신들도 다수 존재하며, 그 중에서도 보인 강의 여신 보안, 섀넌강의 여신 시난, 센강의 여신 세퀘나, 마른강의 여신 마트로나, 손강의 여신 소코나, 리블 강의 여신 벨리사마가 유명하다.
바다의 신의 경우 가장 잘 알려진 바다의 신은 남신인 마난난 막 레르지만, 초기의 바다의 신은 판드와 그 여동생 리반, 포워르족의 대지모신 돔누 등의 여신들로 보인다.

### 말의 여신

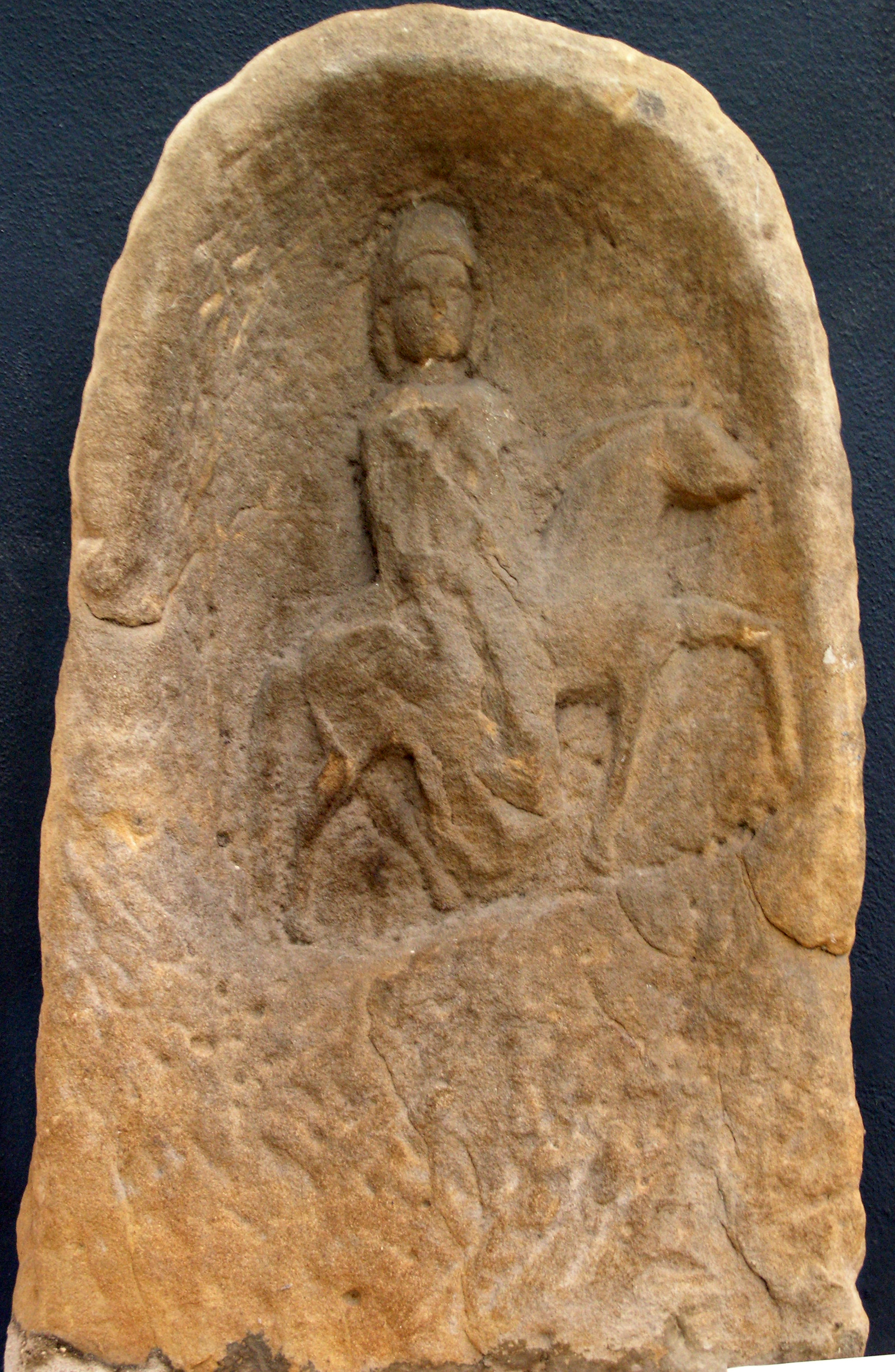
프랑스에서 발견된 기원후 3세기경의 에포나 부조.

인도유럽조어족 민족들이 팽창하는 데 주요한 도구였던 말은 켈트 문화·신화 전반에서 많은 역할을 맡고 있다. 갈리아 지방에서는 말의 여신 에포나가 광범위하게 숭배되었다. 에포나 숭배는 로마 기병대에 흡수되어 유럽 전역으로 퍼져나갔다. 에포나는 부족의 승리와 방어에 중요한 힘이었던 말의 힘이나 말 타는 기술을 구체화한 화신으로 보이며, 웨일스의 흐리안논이나 아일랜드의 에다인, 마하도 비슷한 역할을 맡은 것으로 추측된다.
웨일스의 말의 여신 흐리안논은 중세 웨일스어 산문집 《마비노기온》에 신비롭고 창백한 말을 탄 모습으로 등장하는데, 이 이야기에서 프윌 왕을 만나 결혼한다. 흐리안논은 자기 아들을 죽이고 잡아먹었다는 누명을 쓰고 궁정으로 가는 사람들을 말처럼 태우고 가야 하는 처벌을 받게 된다. 다른 전승에서는 나귀 목줄을 목에 걸고 짐승 대접을 받았다고 한다.
아일랜드의 말의 여신 마하는 말의 여신 외에도 전투와 통치의 여신이라는 역할도 맡고 있는데, 때로는 모리안, 네반과 함께 전쟁과 살인의 세 여신 바이브 카흐를 이루어 삼신일체를 이루기도 한다.

### 대지모신

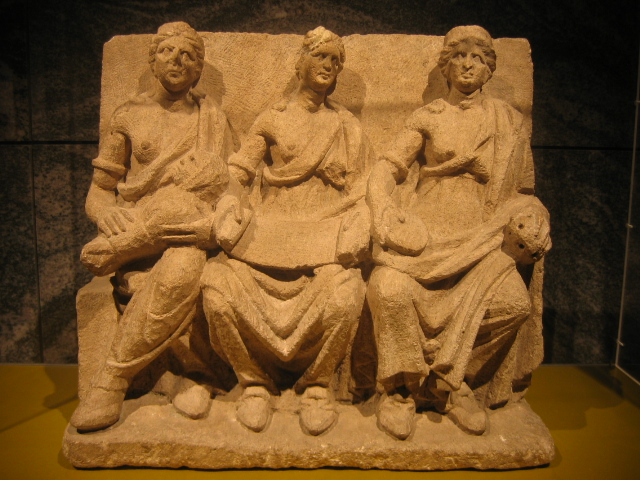
갈리아 하이두이족의 수도 비브락테에서 발견된 마트레스 여신의 테라코타 돋을새김 작품.

대지모신 역시 켈트족의 신앙에 반복적으로 나타난다. 라인란트의 쾰른 근처에서는 마트레스 또는 마트로나에라는 여신에 대한 비문 기록이 여럿 발견되었다. 도상학적으로 켈트의 대지모신들은 혼자 나타나기도 하지만 삼신일체의 형태로 셋이서 나타나는 경우가 좀 더 많은데, 보통 이 여신들은 과일이나 느타리버섯 또는 파테라를 들고 있다. 또는 어린아이에게 젖을 주는 커다란 유방을 가진 모습으로 나타나기도 한다.
웨일즈와 아일랜드의 전설에서도 상당수의 대지모신을 찾을 수 있다. 웨일즈의 경우에는 돈, 흐리안논, 모드론이 있으며 아일랜드에는 다누, 보안드, 마하, 에른마스가 있다. 그러나 이 여신들은 신화 속에서 또는 켈트족의 상징으로서 많은 역할을 맡고 있기 때문에 이 여신들의 역할을 어머니 신으로 한정하는 것은 무리이다.
대지모신은 통치권, 창조력, 탄생, 다산, 성행위, 양육 등의 상징이기도 하지만 징벌자, 파괴자의 모습으로 나타날 때도 있다. 대지모신의 자식들은 공동체에 도움이 될 수도 있지만 위험할 수도 있어, 그 자식이 탄생한 환경에 저주나 고난을 불러올 수도 있다. 대표적인 예로 얼스터인들에 대한 마하의 저주가 있다.

## 비교표
| 로마식 이름             | 갈리아 / 브르타뉴                   | 웨일스      | 아일랜드              |
| ----------------------- | ----------------------------------- | ----------- | --------------------- |
| 아폴론                  | 벨레누스 보르보 그란누스            | 벨리 마우르 |                       |
| 빅토리아                | 보두아                              |             | 버이브                |
|                         |                                     | 브란        | 브란                  |
|                         | 브리간티아                          |             | 브리이드              |
|                         | 키콜루이스                          |             | 키홀 그리켄코스       |
|                         | 도나우                              | 돈          | 다누                  |
| 바쿠스                  | 케르눈노스                          | 아마에손    |                       |
|                         | 에포나                              | 흐리안논    | 마하                  |
| 불카누스                | 고반누스                            | 고반논      | 고브누                |
| 메르쿠리우스 우이두쿠스 |                                     | 구이디온    |                       |
| 메르쿠리우스            | 루구스                              | 러이        | 루 라와더             |
| 넵투누스                |                                     | 마나워단    | 마나난 막 레르        |
| 아폴론                  | 마포노스                            | 마본        | 앙구스 막 오크        |
| 라미아                  | 마트로나에                          | 모드론      | 모리안                |
| 마르스                  | 노덴스                              | 흘루즈/누즈 | 누아다 아르케트라브   |
| 허큘리스                | 오그미오스                          | 에우버드    | 오그마 그리아나이네히 |
| 마이아                  | 로즈메르타                          |             |                       |
| 히게이아                | 시로나                              |             |                       |
| 실바누스                | 수켈루스                            |             | 다그다 모르           |
| 미네르바                | 술리스 콘벤티나 이코벨라우나 세콰나 |             |                       |
| Junones                 | Suleviae                            |             |                       |
| 주피터                  | 타라니스                            | 타란        | 투렌                  |
| 마르스                  | 투타티스                            |             |                       |
|                         | 네메두스                            |             | 네메드                |
|                         | 크로우가                            |             | 크롬 크루어히         |
| 마르스                  | 네톤                                |             | 네이트                |